# Цветная Пустошь
Цветна́я Пу́стошь — деревня в Оренбургском районе Оренбургской области. Входит в состав Зубаревского сельсовета.

## География
Деревня на расстоянии 31 км к северо-западу от города Оренбург, административного центра района и области.

### Часовой пояс
Деревня Цветная Пустошь, как и вся Оренбургская область, находится в часовой зоне МСК+2. Смещение применяемого времени относительно UTC составляет +5:00.

## Население
| 2010 |
| ---- |
| 107  |